# Culture du Malawi

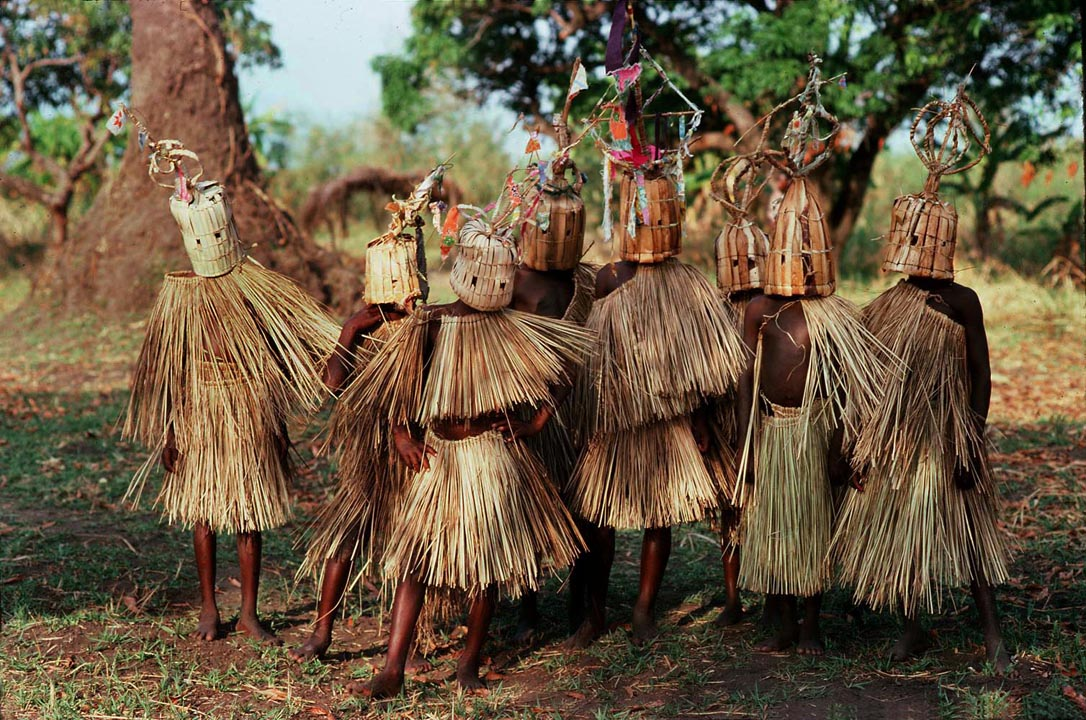
Rites d'initiation chez les Wayaos

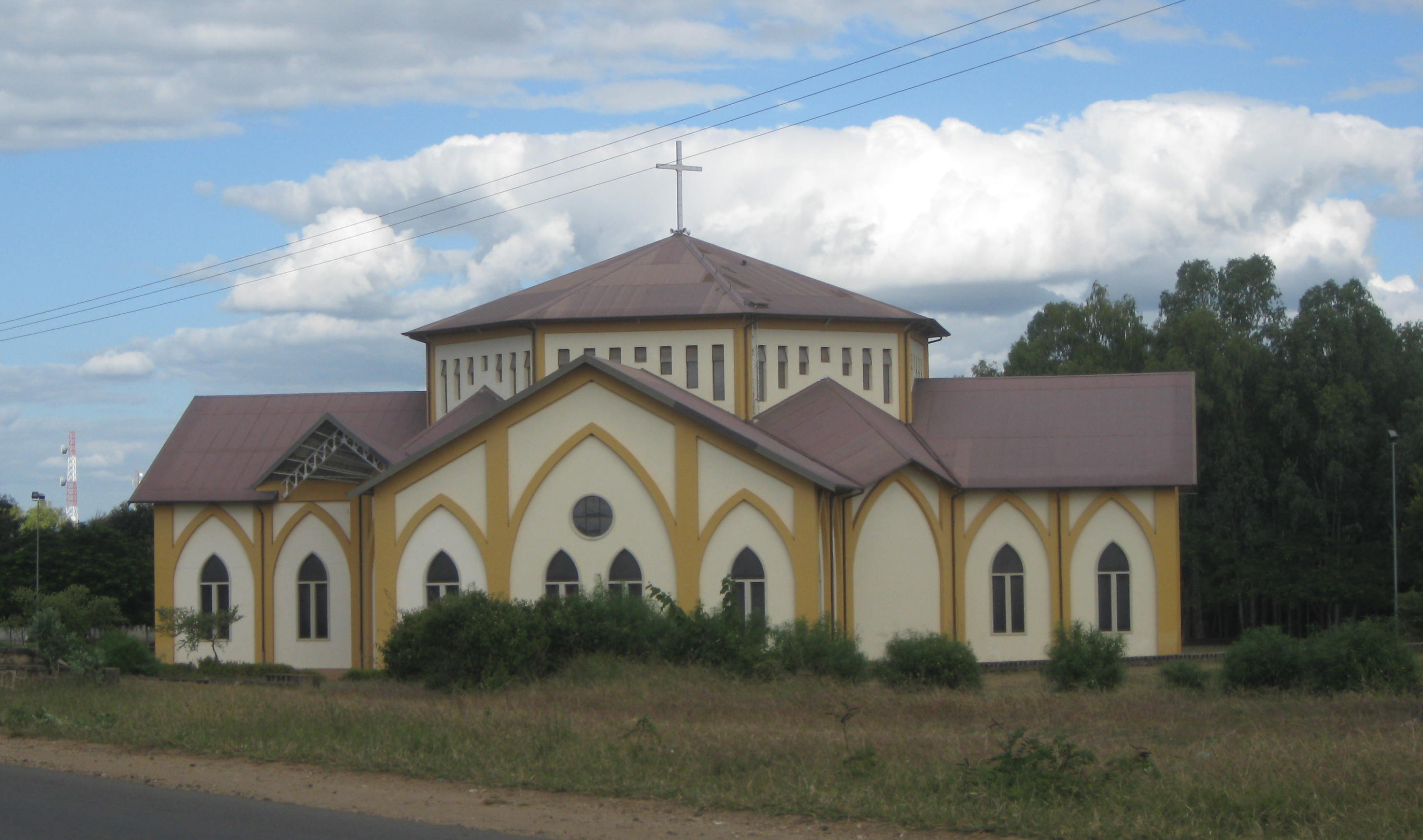
Église près de Limbe

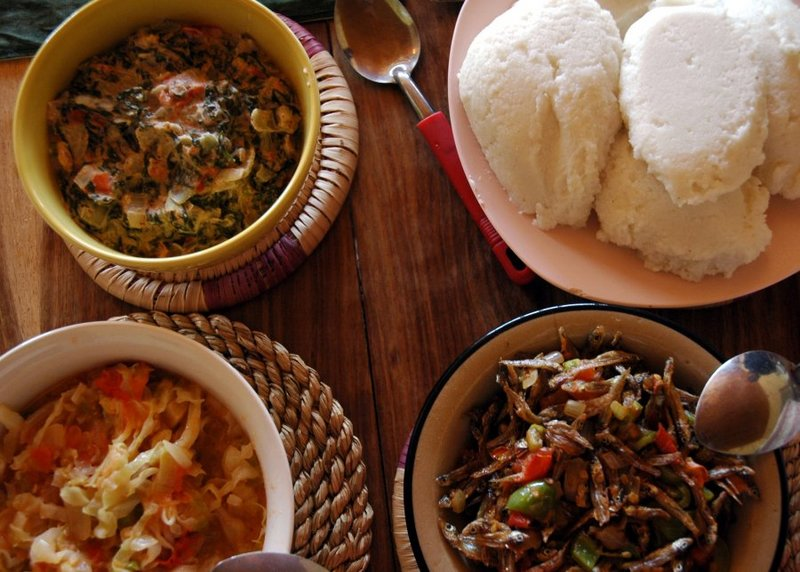
Nsima (blanc) avec trois accompagnements

La culture du Malawi, pays enclavé d'Afrique australe, désigne d'abord les pratiques culturelles observables de ses 21 millions d'habitants en 2020, pour 3 millions en 1950.

## Langue(s)
- Langues au Malawi
- Langues du Malawi
- Groupes ethniques au Malawi

Les langues officielles sont l'anglais et le chichewa. Les autres langues parlées principalement par la population sont bantoues : le tumbuka, le yao, le nyanja (y compris le dialecte chewa) et le ngoni.

## Traditions
- Mythologie bantoue

### Religion
- Religion au Malawi
- Christianisme au Malawi (en) (75-85%)
  - Liste de dénominations chrétiennes au Malawi (en)
  - Église catholique au Malawi (en)
- Islam au Malawi (10-15%)
- Foi baha'ie au Malawi (en), Hindouisme au Malawi (en), Public Affairs Committee (Malawi) (en)
- Religions traditionnelles africaines, Animisme, Fétichisme, Esprit tutélaire, Mythologies africaines
- Religion en Afrique, Christianisme en Afrique, Islam en Afrique
- Islam radical en Afrique noire
- Anthropologie de la religion

## Société

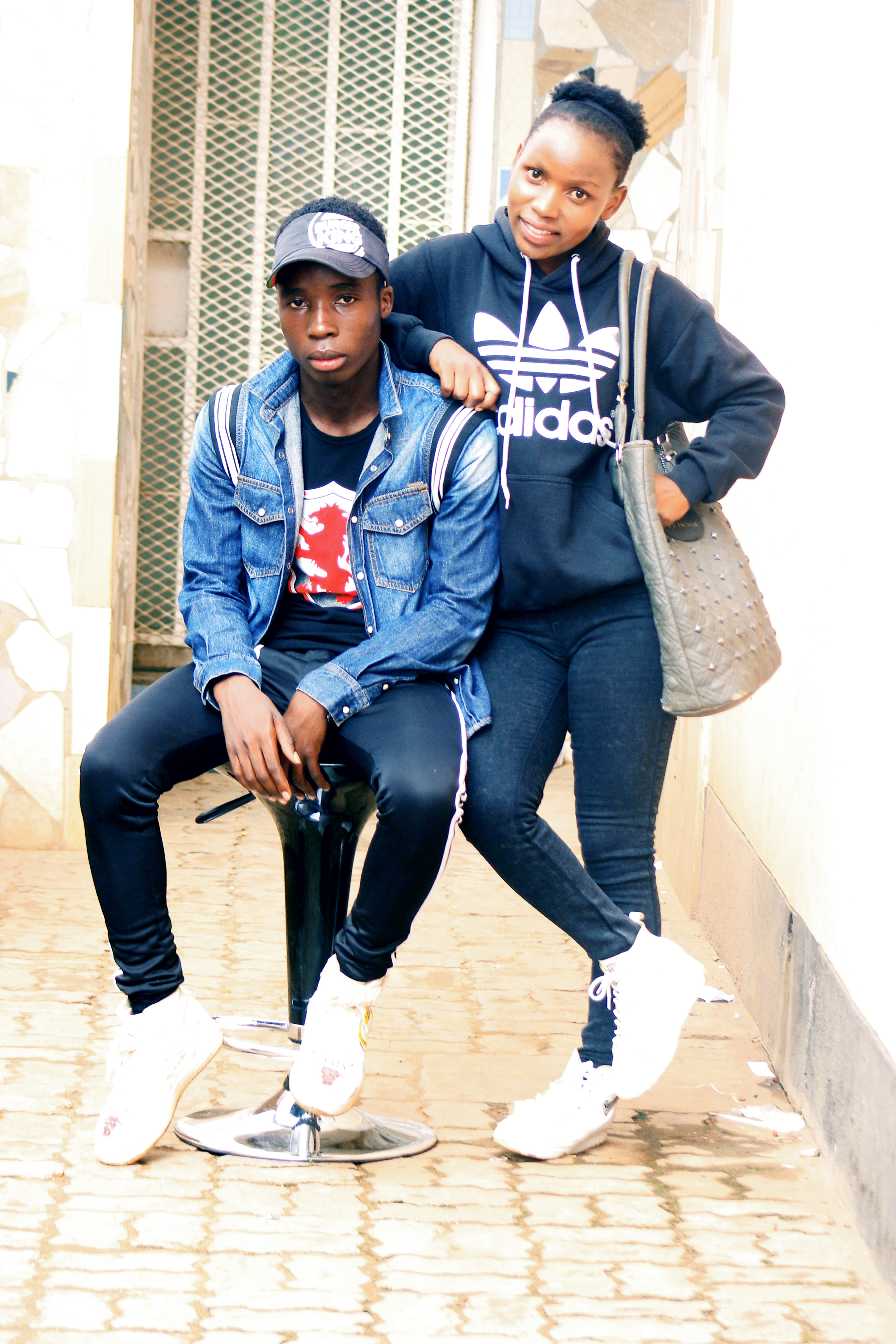
Jeunes urbains du Malawi.

### Famille
- Purification sexuelle, kusasa fumbi, réalisée par des hommes spécialisés surnommés hyènes

### Éducation
- Liste des universités au Malawi (en)

### Droit
- Droit Malawien
- Droit de l'homme Malawien

### État
- Histoire du Malawi
- Politique au Malawi

### Personnalités
- Liste de personnalités au Malawi (en)

## Arts de la table

### Cuisine
- Catégorie:Cuisine malawite, kachumbari, nshima, usipa (en)...

### Boisson
- Eau
- Soda
- Thé

## Médias
En 2016, le classement mondial sur la liberté de la presse établi chaque année par Reporters sans frontières situe le Malawi au 66e rang sur 180 pays. La liberté de l'information a progressé depuis l'arrivée au pouvoir du président Bingu wa Mutharika, même s'il subsiste des violences arbitraires à l'égard des journalistes.
- Télécommunications au Malawi (en), Censure d'internet au Malawi (en)
- Accès à internet[4]

## Littérature
- Liste d'écrivains du Malawi (en)
- Proverbes bantous
- Bibliothèque nationale du Malawi (en) (1967)
- Archives nationales du Malawi (en) (1947)
- Littérature africaine
- Encyclopédie des littératures en langues africaines (ELLAF), site ellaf.huma-num.fr

## Musique

### Musique traditionnelle
La musique traditionnelle fait partie de la vie sociale du Malawi. Plusieurs artistes moderne s'appuient sur  le Rythme ancien Ngoma pour concevoir leur morceau. 

## Danse
Le programme Patrimoine culturel immatériel (UNESCO, 2003) a inscrit dans sa liste représentative du patrimoine culturel immatériel de l’humanité : le mwinoghe, danse joyeuse.

## Autres: marionnettes, mime, pantomime, prestidigitation
- Arts de la rue, Arts forains, Cirque,Théâtre de rue, Spectacle de rue,
- Marionnette, Arts pluridisciplinaires, Performance (art)…
- Arts de la marionnette au Malawi sur le site de l'Union internationale de la marionnette

## Cinéma
- Films du (ou sur le) Malawi

## Tourisme
- Tourisme au Malawi (en)

## Patrimoine

### Musées et autres institutions
- Liste de musées au Malawi, dont
  - Kungoni (en) Centre de Culture et d'Art
  - Chichiri Museum (en)

### UNESCO
Le programme Patrimoine mondial (UNESCO, 1971) a inscrit dans sa liste du Patrimoine mondial (au 12/01/2016) le site de l'art rupestre de Chongoni et le parc national du lac Malawi, outre plusieurs inscrits sur la liste complémentaire (cf. Liste du patrimoine mondial au Malawi).
Le programme Patrimoine culturel immatériel (UNESCO, 2003) a inscrit dans sa liste représentative du patrimoine culturel immatériel de l’humanité (au 15/01/2016) :
- 2008 : Le Gule Wamkulu[6],
- 2008 : Le Vimbuza, danse de guérison[7],
- 2014 : La tchopa, danse sacrificielle des Lomwe du sud du Malawi[8],
- 2017 : Le nsima, tradition culinaire du Malawi[9].
- 2018 : Le mwinoghe, danse joyeuse.

### Discographie
- (en) Simanje-Manje and Kwela from Malaŵi : live and in Donald Kachamba's studio, Popular African music, Francfort ; Archiv der Musik Africas, Institut für Ethnologie und Afrikastudien, Mayence, 1999
- (en) From lake Malawi to the Zambezi [Enregistrement sonore] : aspects of music and oral litterature in South-East Africa in the 1990s, Popular African music, Francfort ; Archiv der Musik Africas, Institut für Ethnologie und Afrikastudien, Mayence, 1999
- (en) Southern and central Malawi : Nyasaland : 1950 '57 '58 (collec. Hugh Tracey), International Library of African Music, Grahamstown, 2000
- Tradition musicale du Malawi, UNESCO, Paris ; Auvidis, Gentilly, 1996